# Carcelia bercei
Carcelia bercei är en tvåvingeart som beskrevs av Jean-Baptiste Robineau-Desvoidy 1850. Carcelia bercei ingår i släktet Carcelia och familjen parasitflugor.
Artens utbredningsområde är Frankrike. Inga underarter finns listade i Catalogue of Life.